# Prima ti perdono... poi t'ammazzo
Prima ti perdono... poi t'ammazzo (La diligencia de los condenados) è un film del 1970 diretto da Juan Bosch (con lo pseudonimo di John Wood).

## Trama
Alcuni uomini massacrano una famiglia di contadini, ad assisterli è un passeggero di una diligenza che tra l'altro è in grado di testimoniare contro gli assassini. Quando gli stessi criminali assaltano la diligenza, prendendo tutti i presenti in ostaggio, un ex pistolero di nome Robert Walton prende in mano la situazione.